# Lago Lynch
Lago Lynch är en sjö i Chile.   Den ligger i regionen Región de Magallanes y de la Antártica Chilena, i den södra delen av landet, 2 300 km söder om huvudstaden Santiago de Chile. Lago Lynch ligger 146 meter över havet. Arean är 3,9 kvadratkilometer. Den sträcker sig 3,1 kilometer i nord-sydlig riktning, och 2,0 kilometer i öst-västlig riktning.
Trakten runt Lago Lynch består i huvudsak av gräsmarker. Trakten runt Lago Lynch är nära nog obefolkad, med mindre än två invånare per kvadratkilometer.